# El César
El César é uma série de televisão biográfica mexicana, produzida por Disney Média Distribution Latin America e BTF Média para Telemundo e TV Azteca. Baseado na vida do legendário boxeador mexicano Julio César Chávez.
Protagonizada por Armando Hernández como Julio César Chávez.
Estreou-se no México por Azteca Uno em 12 de fevereiro de 2018 às 21:00 h. em substituição de Las malcriadas e terminou em 9  março sendo sucedida por Tres Milagros.

## Sinopse
A série segue a vida de Julio César Chávez (Armando Hernández). Por 13 anos, 11 meses e 14 dias, Julio permaneceu invicto no auge do fervor popular e tinha de tudo: família, fama, dinheiro e legiões de seguidores. No entanto, a cimeira é tão alta quanto a sua queda difícil. Assim, Julio concordou com um mundo privilegiado que o levou a envolver-se com perigosas gangues de traficantes, a ter relacionamentos românticos com estrelas famosas da televisão, a conviver com as mais altas esferas do poder político mexicano e a participar de um turbilhão de vício em álcool e drogas. medicamentos drogas que acabariam com sua carreira e, quase, sua vida. Reabilitado e ativo na caixa do meio.

## Elenco
- Armando Hernández - Julio César Chávez
- Marcela Guirado - Amalia Carrasco
- Leticia Huijara - Doña Isabel de Chávez
- Gustavo Sánchez Parra - Rodolfo Chávez
- Luis Lesher - Rafael Chávez
- Iazua Larios - Myriam
- Gónzalo Vega Jr. - Julio César Chávez Jr.
- Damayanti Quintanar - Ana
- Maya Sapata - Branca Santiago
- Julio Bracho - Ángel Gutiérrez
- Héctor Bonilla - Homem do cigarro
- Iván Cortês - Zurdo Félix
- Alejandra Toussaint - Maggie
- Luis Alberti - Maiko
- Sebastián Buitrón - Chuy
- Andrés Montiel - Salvador Ochoa
- Cecilia Suárez - Tia Hilda
- Álvaro Guerreiro - José Sulaiman
- Gimena Gómez - Brisa Rafal
- Rosita Pelayo - Solidão Garduño
- Luis Fernando Peña - Macho Camacho
- Enoc Leaño - Rómulo
- María Aura - Sabina
- Alfonso Fervilha - Bruno Casados
- Rocío Verdejo - Damaris
- Adrián Makala - Mr. Bruke
- Álvaro Guerreiro - José Sulaiman
- Raúl Atirado - Búfalo Martín

## Produção
Em 23 de fevereiro de 2017, o início da produção da série foi confirmado e concluído oficialmente em 29 de maio de 2017.